# Milan Anđelković
Milan Anđelković, slovenski nogometaš in trener, * 1. september 1981, Ljubljana.
Anđelković je nekdanji slovenski profesionalni nogometaš, ki je igral na položaju branilca. V letih 2002 in 2003 je odigral dve tekmi za slovensko reprezentanco do 21 let. Igral je za slovenske klube Ljubljana, Bela Krajina, Interblock, Celje, Olimpija Ljubljana in Radomlje, italijanska Nocerina in Triestina, ciprski Ethnikos Achna, poljski Olimpia Grudziądz in avstrijski FC Alpe Adria. Skupno je v prvi slovenski ligi odigral 253 tekem in dosegel 13 golov. Od leta 2022 je trener Primorja.